# Нидри
Нидри (на гръцки: Νυδρί) е град на източния бряг на остров Левкада, Гърция на брега на Йонийско море.
През града преминава националния автомобилен път 42. В морето срещу него са пръснати няколко островчета – Скорпиос, Скорпиди, Спарти и Мадури като Скорпиос е частен остров, собственост на фамилията Риболовлев. Нидри е популярен курорт.
Немският археолог Вилхелм Дьорпфелд прекарал последните години от живота си в Нидри и починал тук на 25 април 1940 г. Изучавал поемите Илиада и Одисея на Омир, на база своите проучвания той издига хипотезата, че именно Левкада е Омировата Итака, а дворецът на Одисей според него се е намирал на южния бряг на острова западно от Нидри. В околностите на града Дьорпфелд прави разкопки и открива гробници от микенската цивилизация и различни други артефакти, с които подкрепя теорията си.

## Население
Населението според преброяванията е както следва:
| Година | Население на селото | Население на общината |
| ------ | ------------------- | --------------------- |
| 1961   | 694                 | -                     |
| 1991   | 692                 | -                     |
| 2001   | 1248                | 1394                  |
| 2011   | 971                 | 1218                  |